# Lista dosarelor de corupție din România
Aceasta este o listă a dosarelor notabile de corupție din România.

## Dosare închise cu sentințe definitive
| Nume dosar                                                                                  | Persoană implicată | Perioadă                    | Detalii | Sentință |
| ------------------------------------------------------------------------------------------- | --- | --------------------------- | --- | --- |
| "Mită la Primărie"                                                                          | Mircia Gutău (primar Râmnicu-Vâlcea)                                                                                    | 2006                        | Acuzat de luare de mită; a cerut 50.000 de euro în schimbul unui certificat de urbanism și prins în flagrant delict. | 27 ianuarie 2010 – 3 ani și jumătate de închisoare cu executare |
| “Horea 46”                                                                                  | Cristian Anghel (primar Baia-Mare)                                                                                      | 2006                        | Anghel a decis ca Primăria Baia Mare să cumpere o clădire la un preț supraevaluat (daunele fiind estimate la 394.500 €). | 17 martie 2010 – 2 ani și șase luni de închisoare cu executare. |
| Dosar de trafic de influență                                                                | Vasile Duță (senator PSD)                                                                                               | 2000–2004                   | Acuzat că a primit bani și bunuri (inclusiv un Mercedes ML în valoare de aproape 40.000 de euro) în schimbul intervențiilor pe lângă instituții ale statului. | 5 mai 2010 – 5 ani de închisoare cu executare |
| "Trofeul calității"                                                                         | Adrian Năstase (prim-ministru)                                                                                          | 2004                        | Acuzat că și-ar fi finanțat campania electorală din 2004 din taxele plătite de firmele care s-au înscris la concursul „Trofeul Calității”, organizat, în acel an, de Inspectoratul de Stat în Construcții (ISC). | 20 iunie 2012 – 2 ani de închisoare cu executare |
| "Strămutați de lux"                                                                         | Ionel Manțog (secretar de stat în Ministerul Economiei si Comertului)                                                   |                             | Acuzat de abuz în serviciu contra intereselor publice, cu consecințe deosebit de grave. A folosit informații ce nu sunt destinate publicității în scopul obținerii pentru sine de bani, bunuri ori alte foloase necuvenite. | 9 iulie 2012 – 5 ani de închisoare cu executare |
| "Palincă și caltaboși"                                                                      | Decebal Traian Remeș (ministru PNL al Agriculturii) Ioan Mureșan (ministru PNȚCD al Agriculturii)                       | 2007                        | Remeș a primit de la un om de afaceri 15.000 €, un Audi Q7 și diverse produse alimentare în schimbul câștigării contractelor publice. | 25 februarie 2013 – 3 ani de închisoare cu executare |
| Dosar de luare de mită                                                                      | Nicolae Mischie (președinte al CJ Gorj)                                                                                 | 2002–2003                   | Acuzat că a primit mită în valoare de mai multe sute de mii de euro, sub forma de mașini, mobilier, aparatură electrocasnică și lucrări de constructii, de la un om de afaceri pe care l-a ajutat să obțină contracte publice preferențiale. | 18 martie 2013 – 4 ani de închisoare cu executare |
| Dosar de trafic de influență                                                                | Cătălin Voicu (deputat PSD)                                                                                             | 2009                        | Voicu a primit 260.000 de euro de la un om de afaceri în schimbul intervenției pe un judecător din cadrul Înaltei Curți de Casație și Justiție, în vederea adoptării unei soluții favorabile omului de afaceri. | 22 aprilie 2013 – 7 ani de închisoare cu executare |
| "Mita de la PIC"                                                                            | Antonie Solomon (primar al Craiovei)                                                                                    | 2002–2004                   | Solomon a primit o mită de 50.000 de euro de la un om de afaceri pentru a emite un permis de construcție pentru un hypermarket. | 20 septembrie 2013 – 3 ani de închisoare cu executare |
| Dosar de șantaj                                                                             | Dan Păsat (deputat PDL)                                                                                                 | 2009-2010                   | A șantajat primri din Giurgiu pentru a obține contracte pentru compania sa privată, Prod Invest SRL. | 12 decembrie 2013 – 3 ani de închisoare cu executare |
| "Bunuri din China (Zambaccian I)"                                                           | Adrian Năstase (fost prim-ministru)                                                                                     | 2001–2004                   | Năstase a primit ca mită materiale de construcție și mobilier realizate în China, în valoare de 630.000 de euro, de la un antreprenor în construcții care, în schimb, a fost numit director al Inspectoratului de Stat în Construcții. | 6 ianuarie 2014 – 4 ani de închisoare cu executare |
| "Transformatorul"                                                                           | Relu Fenechiu (ministru PNL al Transporturilor)                                                                         | 2002–2004                   | Fenechiu a vândut un număr de transformatoare electrice vechi către Electrica Moldova la un preț supraevluat, 2,8 milioane de euro. | 30 ianuarie 2014 – 5 ani de închisoare cu executare |
| "Mită la Hidroelectrica 1"                                                                  | Eugen Brădean (director de trading la Hidroelectrica)                                                                   | 2013                        | Acuzat de complicitat la luare și dare de mită pentru semnarea unui contract de 4 ani între Hidroelectrica SA și societatea comercială Energon Power & Gas S.R.L. Cluj prin care Hidroelectrica vindea un număr mare de MWh energie electrică la un preț foarte mic. | 31 ianuarie 2014 – 3 ani de închisoare cu executare |
| “Poșta Română”                                                                              | Tudor Chiuariu (ministru PNL al Justiției) și Zsolt Nagy (ministru UDMR al Telecomunicațiilor)                          | 2005-2007                   | Chiuariu și Nagy au transferat ilegal unele proprietăți deținute de Poșta Română către o companie privată. | 24 ianuarie 2014 – 3 ani și șase luni de închisoare cu suspendare respectiv 4 ani de închisoare cu suspendare                                                                   |
| "Mita la Primărie II"                                                                       | Emilian Frâncu (primar PNL al Râmnicu-Vâlcea)                                                                           | 2012                        | Acuzat de primirea mitei în schimbul acordării unui contract pentru construirea unui pasaj suprateran. | 26 martie 2014 – 4 ani de închisoare cu executare |
| "Mita de la Cluj"                                                                           | Sorin Apostu (primar PDL al Cluj-Napoca)                                                                                | 2009–2011                   | Acuzat că a luat mită 94.000 de euro în schimbul semnării contractelor legate de asigurarea parcului auto al primăriei si de salubrizare. | 7 iulie 2014 – 4 ani și 6 luni de închisoare cu executare. |
| "ICA"                                                                                       | Dan Voiculescu (senator PC)                                                                                             | 2003                        | Acuzat că a folosit influența sa politică în privatizarea Institutului de Cercetare Alimentară (ICA), care avea o valoare estimată de 7,7 milioane de euro, dar a fost cumpărat de compania sa, Grivco, la un preț subevaluat de 100.000 de euro. Potrivit procurorilor, despăgubirile aduse statului român s-au ridicat la peste 60 de milioane de euro. | 8 august 2014 – 10 ani de închisoare cu executare |
| "Loteria I"                                                                                 | George Copos (om de afaceri, deputat PC)                                                                                | 2004                        | Acuzat de evaziune fiscală de aproximativ 1 milion de dolari, legată de vânzarea mai multor spații comerciale de la compania sa la Loteria Națională a României. | 25 august 2014 – 4 ani de închisoare cu executare |
| "Rompetrol"                                                                                 | Sorin Roșca Stănescu (senator PNL) Sorin Pantiș (ministru PNL al Comunicațiilor)                                        | 2004                        | Acuzați de manipularea pieței și utilizare de informații privilegiate legate de Rompetrol. | 7 octombrie 2014. Sorin Roșca Stănescu – 2 ani și patru luni de închisoare cu executare Sorin Pantiș – 2 ani și opt luni de închisoare cu executare.                            |
| Dosar pentru deturnare de fonduri                                                           | Mihai Necolaiciuc (director general al CFR)                                                                             | 2001–2003                   | Acuzat de utilizare în alte scopuri a creditelor garantate din fonduri publice. A folosit 2.754.728 de euro către 57 de societati comerciale pentru bunuri si servicii fără legatură cu proiectul pentru care primise bani de la Banca Europeană de Investiții (servicii de publicitate în presa, saci de folie, radiotelefoane HP, frigidere, echipamente aer conditionat, salopete din doc, covoare PVC, calendare si agende, etc.) | 17 octombrie 2014 – 4 ani și 6 luni de închisoare cu executare. |
| "Privatizări strategice"                                                                    | Codruț Sereș (ministru PC al Economiei)                                                                                 | 2002–2004                   | A favorizat anumiți concurenți într-o serie de dosare de privatizare de mare importanță. | 27 ianuarie 2015 – 4 ani și 8 luni de închisoare cu executare |
| "Zeus I (Bani europeni pentru scoli)"                                                       | Constantin Nicolescu (PSD, președinte CJ Argeș)                                                                         | 2006                        | Acuzat ca a luat fonduri PHARE de aproape 900.000 de euro, în baza unor documente false. | 5 februarie 2015 – 7 ani si 8 luni de închisoare cu executare. |
| "Voluntari"                                                                                 | Miron Mitrea (senator PSD)                                                                                              | 2001–2002                   | Acuzat că a primit mită de 300.000 de euro în schimbul menținerii Irinei Jianu în funcția de inspector-șef al Inspectoratului de Stat pentru Construcții. | 13 februarie 2015 – 2 ani de închisoare cu executare |
| "2 Mai"                                                                                     | Monica Iacob Ridzi (ministru PDL al Tineretului și sportului)                                                           | 2009                        | Acuzată de deturnarea banilor cheltuiți de minister la festivitățile de Ziua Tineretului. | 16 februarie 2015 – 5 ani de închisoare cu executare |
| "Mită la PSD"                                                                               | Bunea Stancu (PSD, președintele CJ Brăila)                                                                              |                             | Bunea i-ar fi cerut 1 milion de euro omului de afaceri Ioan Niculae, pentru a susține campania electorală a lui Mircea Geoană. O parte din bani, aproximativ 150.000 de euro, ar fi fost plătiți prin casa de sondaje INSOMAR, detinută de Sorin Ovidiu Vântu. | 2 aprilie 2015 – 3 ani de închisoare cu executare |
| Dosar de abuz în serviciu                                                                   | Cristian Poteraș (primar PNL sector 6)                                                                                  | 2006                        | Acuzat că a retrocedat ilegal șase terenuri din București, cu o suprafață totală de 119.647 m2; terenurile valorau 58,2 milioane de euro la momentul respectiv. | 22 mai 2015 – 8 ani de închisoare cu executare. |
| Dosar de luare de mită                                                                      | Dorin Dobrișan (PSD, director CEC Râmnicu Vâlcea)                                                                       | 2006-2008                   | Acuzat de luare de mită și abuz în serviciu semnând contracte de lucrări și de prestări servicii atribuite în condiții nelegale societății SC Electrovâlcea SRL Râmnicu Vâlcea, suma totală decontată ridicându-se la peste un milion de lei. Firma a beneficiat de o linie de credit în cuantum de 5.500.000 de lei. În schimb Dobrișan a primit patru autoturisme de lux, cu o valoare estimată la 202.000 de euro. | 19 octombrie 2015 – 8 ani și 8 luni de închisoare cu executare. |
| "Dosarul Transgaz"                                                                          | Dinel Staicu (Președinte al SIF Oltenia)                                                                                | 2000–2001                   | Acuzat de fraudarea patrimoniului SC Transgaz SA Mediaș cu peste 11 milioane de euro. | 10 iunie 2016 – 9 ani de închisoare cu executare. |
| "Fraude la Referendum"                                                                      | Liviu Dragnea (lider PSD)                                                                                               | 2012                        | Acuzat că pus la punct un sistem național de influență prin care ar fi fraudat votul la referendumul din 29 iulie 2012 de demitere a președintelui Traian Băsescu. | 22 aprilie 2016 – 2 ani de închisoare cu suspendare. |
| Dosar de trafic de influență                                                                | Mircea Băsescu (om de afaceri)                                                                                          | 2011–2016                   | Acuzat de trafic de influență prin luarea de mită de la un clan de romi, în schimbul promisiunii de a asigura eliberarea șefului condamnat al clanului, Sandu Anghel aka Bercea Mondialu. Mircea Băsescu este fratele mai mic al lui Traian Băsescu, fostul președinte al României, precum și nașul nepoatei lui Sandu Anghel. | 16 iunie 2016 – 4 ani de închisoare cu executare. |
| "Centrul Militar Zonal"                                                                     | Nicușor Constantnescu (președinte al CJ Constanța PSD)                                                                  | 2009–2013                   | Acuzat de abuz de putere într-un caz legat de subfinanțarea Centrului Militar Zonal din Constanța. | 29 iunie 2016 – 5 ani de închisoare cu executare. |
| "Dosarul Microsoft"                                                                         | Dorin Cocoș (om de afaceri) Gabriel Sandu (ministru PDL al Comunicațiilor) Gheorghe Ștefan (primar PDL al Piatra-Neamț) | 2008–2010                   | Dosarul licențelor Microsoft. Dorin Cocoș, fost soț al Elenei Udrea, a fost găsit vinovat pentru trafic de influență și spălare de bani; s-a dispus confiscarea a 9.000.000 de euro. Gabriel Sandu a fost găsit vinovat de luare de mită și spălare de bani; s-a dispus confiscarea a peste 2.000.000 euro. Gheorghe Ștefan găsit vinovat de trafic de influență; s-a dispus confiscarea a peste 3.000.000 euro. | 3 octombrie 2016 – Dorin Cocoș: 2 ani și 4 luni de închisoare cu executare; Gabriel Sandu: 3 ani de închisoare cu executare; Gheorghe Ștefan: 6 ani de închisoare cu executare; |
| Trafic de influență                                                                         | Marius Isăilă (senator PSD)                                                                                             | 2012–2013                   | A cerut mită suma de 200.000 euro unui om de afaceri pentru a bloca controlul ANAF la firma acestuia. Deoarece controlul a continuat a mai cerut 150.000 euro să intevină, apoi în 2013 a mai cerut 20.000 euro pentru a interveni pe lângă diferiți funcționari publici. | 10 noiembrie 2016 – 5 ani și patru luni închisoare cu executare. |
| Dosar de luare de mită                                                                      | Adrian Severin (membru PSD al Parlamentului European)                                                                   | 2010–2011                   | Acuzat de luare de mită de 100.000 euro în afacerea „bani pentru amendamente”. | 16 noiembrie 2016 – 4 ani de închisoare cu executare |
| "Gala Bute"                                                                                 | Elena Udrea (ministru PDL al Dezvoltării Regionale și Turismului)                                                       | 2010–2012                   | Udrea a primit bani de la reprezentanții unor societăți comerciale, pentru a le garanta plata la timp a lucrărilor finanțate de minister. De asemenea, a prejudeciat bugetul ministerului achiziționând servicii de publicitate la o gală de box profesionist. | 5 iunie 2018 – 6 ani de închisoare cu executare. |
| "CET Govora"                                                                                | Dan Șova (senator PSD)                                                                                                  | 2006–2008                   | Acuzat de complicitate la abuz în serviciu; l-a determinat pe direcetorul general al CET Govora să semneze două contracte de asistență juridică în termenii impuși de el, între CET și firma de avocați „Șova și Asociații”. | 20 iunie 2018 – 3 ani de închisoare cu executare și plata către stat a sumei de 100.000 euro cu titlu de confiscare specială.                                                   |
| "Dosarul Videanu"                                                                           | Alina Bica (fosta șefă DIICOT)                                                                                          | 2013                        | Acuzată de favorizarea făptuitorului; în calitate de procuror șef al DIICOT, l-a ajutat pe Adriean Videanu să își pună la adăpost acțiunile pe care le avea la firma Titan Mar. | 26 iunie 2018 – 4 ani de închisoare cu executare |
| Dosar de trafic de influență                                                                | Constantin Niță (ministru PSD al Energiei)                                                                              | 2013                        | A solicitat unui om de afaceri un comision de 5% din valoarea unui contract încheiat de societatea comercială a acestuia cu primăria unui municipiu. | 28 iunie 2018 – 4 ani de închisoare cu executare |
| Dosar de spălare de bani                                                                    | Gheorghe Ștefan "Pinalti" (primar PDL al Piatra-Neamț)                                                                  | 2009–2014                   | A administrat în fapt SC Strong Montaj SA folosindu-se de interpuși făcând acte de comerț incompatibile cu funcția pe care o deținea, aceea de primar al municipiului Piatra-Neamț; prin intermediul societății SC Strong Montaj SA a spălat 4.414.221,28 lei, aproximativ un milion euro. | 29 iunie 2018 – 3 ani și 3 luni de închisoare cu executare. |
| Dosar de luare de mită, abuz în serviciu și conflict de interese                            | Radu Mazăre (primar PSD Constanța) Nicușor Constantnescu (președinte al CJ Constanța PSD)                               | 2006–2014                   | Mazăre a fost acuzat, alături de alți funcționari, de "restituirea și atribuirea nelegală a unor întinse suprafețe de teren intravilan din Constanța, Mamaia, plajă și faleză". Prejudiciul estimat de DNA se ridică la 114 milioane de euro. Mazăre a părăsit teritoriul României în decembrie 2017 și a anunțat că cere azil politic în Madagascar. | 8 ianuarie 2019 – 9 ani de închisoare cu executare (Mazăre). 5 ani de închisoare cu executare.(Constantinescu)                                                                  |
| Dosar pentru trafic de influență, spălare de bani și influențarea declarațiilor             | Cristian Rizea (deputat PSD)                                                                                            | septembrie – decembrie 2009 | Rizea a pretins de la un om de afaceri cu cetățenie americană, suma de 300.000 euro în schimbul promisiunii, îndeplinite ulterior, că va interveni la nivelul a două autorități: Regia Autonomă – Administrația Patrimoniului Protocolului de Stat (RAPPS) și primăria comunei Chiajna, pentru rezolvarea problemelor omului de afaceri. În cursul anchetei a contactat doi martori promițându-le că le va oferi gratis un spațiu comercial în zona Cotroceni în schimbul unor declarații mincinoase. | 18 martie 2019 – 4 ani și 8 luni de închisoare cu executare. |
| Dosar pentru trafic de influență și luare de mită                                           | Sorin Blejnar (șef ANAF)                                                                                                | 2011                        | În cadrul unor proceduri de achiziții publice la nivelul ANAF, Blejnar și-a folosit influența asupra unui subaltern să atribuie contractele astfel încât acestea să fie obținute de firma unui om de afaceri. Blejnar a primit suma de 12.513.894 lei (~ 3 milioane €). | 7 mai 2019 – 5 ani de închisoare cu executare. |
| Dosarul angajărilor fictive de la DGASPC Teleorman                                          | Liviu Dragnea (președinte al CJ Teleorman PSD)                                                                          | 2006–2012                   | Liviu Dragnea a fost condamnat pentru instigare la abuz în serviciu în dosarul care viza angajarea fictivă a două angajate - Adriana Botorogeanu și Anisa Niculina Stoica - la Direcția Generală de Asistență Socială și Protecția Copilului (DGASPC) Teleorman, cele două lucrând de fapt la PSD Teleorman. Ca președinte al Consiliului Județean Teleorman, Dragnea coordona și controla activitatea DGASPC și ar fi determinat-o pe Anisa Niculina Stoica să se angajeze și să fie remunerată la DGASPC Teleorman. | 27 mai 2019 – 3 ani și 6 luni de închisoare cu executare. |
| Dosar de abuz în serviciu, spălare de bani                                                  | Nicușor Constantnescu (președinte al CJ Constanța PSD)                                                                  | 2010– 24 martie 2014        | Constantinescu a fost acuzat că în calitatea de șef al Consiliului Județean a determinat un prejudiciu în dauna instituției în valoare de 30.782.039 lei și statul cu peste un milion de lei. El a făcut plăți nelegale fără să existe dovezi că lucrările achitate au fost executate. | 11 iulie 2019 – 10 ani de închisoare cu executare. |
| Dosar de luare de mită, trafic de influență                                                 | Bogdan Olteanu (președinte al Camerei Deputaților; PNL)                                                                 | iulie – noiembrie 2008      | A fost acuzat că ar fi primit un milion de euro de la omul de afaceri Sorin Ovidiu Vîntu pentru intervenții la membri ai guvernului în favoarea numirii lui Liviu Mihaiu în funcția de guvernator al Deltei Dunării. De asemenea, Olteanu a solicitat sprijin electoral. La data de 18 septembrie 2008 Mihaiu a fost numit guvernator al Deltei Dunării. | 29 octombrie 2020 – 5 ani de închisoare cu executare. |
| Dosar de folosirea influenței pentru obținerea de foloase, delapidare și fals în înscrisuri | Mihail Vlasov (președinte al Camerei de Comerț și Industrie a României)                                                 | 2008–2014                   | Vlasov a fost acuzat că a abuzat de funcția de președinte al Camerei de Comerț și Industrie a României, a întreprins demersuri pentru obținerea unor foloase materiale personale și pentru persoane din anturajul său, aducând grave prejudicii atât Camerei de Comerț, cât și SC Romexpo SA pe care o reprezenta. | 3 noiembrie 2020 – 8 ani de închisoare cu executare. |
| Dosar de luare de mită                                                                      | Neculai Onțanu (primar PSD sectorul 2)                                                                                  | 2006–2007                   | În 2016, Neculai Onțanu a fost trimis în judecată de DNA pentru luare de mită, fiind acuzat că a acceptat promisiunea unor foloase materiale de la Cristi Borcea, beneficiar al unor drepturi litigioase, pentru ca în schimb să faciliteze procedura de reconstituire a dreptului de proprietate asupra mai multor terenuri ce totalizau 83.500 m2, situate în sectorul 2. | 13 aprilie 2021 – 3 ani de închisoare cu suspendare. |
| Dosar de trafic de influență, luare și dare de mită                                         | Ionel Arsene (deputat PSD de Neamț)                                                                                     | 2013, 2015                  | DNA l-a acuzat pe Arsene că a luat mită 100.000 de euro de la Gheorghe Ștefan, fost primar PDL în Piatra Neamț, ca să își folosească influența pe lângă conducerea ANI astfel încât Agenția să constate incompatibilitatea unui adversar politic. În al doilea dosar, în iunie 2015, Arsene a intervenit pe lângă primarul unei comune din Neaț asfel încât firma care construia școala din localitate să subcontracteze lucrările de tâmplărie către o firmă agreată de Arsene. | 10 martie 2023 – 6 ani și 8 luni de închisoare cu executare. |
| Dosar de luare de mită                                                                      | Cătălin Cherecheș (primar PSD Baia Mare)                                                                                | 2014                        | În 2016, Cherecheș a fost trimis în judecată de DNA pentru luare de mită, fiind acuzat că a pretins și primit 70.000 de lei de la o persoană căreia i-a propus să ocupe o funcție de conducere în clubul de fotbal FCM Baia Mare. Cherecheș i-a promis sprijin financiar „atât pentru achitarea datoriilor clubului de fotbal, cât și pentru continuarea în bune condiții a activității clubului, cu condiția ca o parte din banii primiți de club să-i fie remiși edilului". În 2016 a pretins suma de 400.000 de lei iar în aprilie a fost prins în flagrant de DNA. Socrii lui Cherecheș au fost arestați în noiembrie 2023 după ce au încercat să mituiască un judecător din complet astfel încât acesta să pronunţe o soluţie favorabilă în cazul Cherecheș. | 24 noiembrie 2023 – 5 ani de închisoare cu executare. |